# Mario Zocher
Mario Zocher (* 16. Juni 1998 in Wien) ist ein österreichischer Fußballtorwart.

## Karriere
Zocher begann seine Karriere beim SR Donaufeld Wien. 2006 kam er in die Jugend von Admira Wacker Mödling. Danach spielte er noch für den First Vienna FC und den SC Team Wiener Linien, ehe er 2013 in die Akademie der Kapfenberger SV wechselte.
Im November 2013 stand er gegen den SK Austria Klagenfurt erstmals im Kader der Amateure der Kapfenberger. Sein Debüt für diese in der Landesliga gab er jedoch erst im Juli 2017, als er am ersten Spieltag der Saison 2017/18 gegen den FC Bad Radkersburg in der Startelf stand.
Im Dezember 2017 stand er gegen den FC Wacker Innsbruck auch erstmals im Kader der Profis. Sein Debüt in der zweiten Liga gab er im Mai 2018, als er am 35. Spieltag jener Saison gegen den TSV Hartberg zwischen den Pfosten stand. Nach der Saison 2020/21 verließ er die Kapfenberger.
Nach einem halben Jahr ohne Klub wechselte er im Jänner 2022 zum viertklassigen ASK Kottingbrunn. Für die Niederösterreicher spielte er 14 Mal in der Landesliga. Zur Saison 2022/23 schloss er sich dem Regionalligisten FC Marchfeld Donauauen an.